# František Chytil
František (Frank) Chytil Ph.D. (28. srpna 1924 Praha – 31. ledna 2010 Tennessee, USA) byl československý basketbalista a biochemik.

## Pracovní kariéra
V letech 1952–1965 pracoval v ČSAV, v roce 1965 emigroval do USA a od roku 1972 působil na Vanderbilt University School of Medicine v Nashvillu. Tam se v roce 1975 stal profesorem biochemie.
Od 7. října 1959 až do 29. října 1965 byl registrován ve svazcích spolupracovníků u 1. zvláštního odboru MV, svazek č. A-12365. Svazek byl ukončen dne 11. ledna 1966 se zdůvodněním: "pro útěk z ČSSR dne 16.8. 1965, jmenovaný vycestoval na povolení 7 dní do Rakouska a nevrátil se". 

## Sportovní kariéra
Působil v klubech:
- 1942–1943 Uncas Praha
- 1943–1948 AC Sparta Praha – 3× 5. místo (1943, 1947, 1948)

Patřil k nejlepším hráčům družstva.
Jeho manželka Lucie Chytilová-Scheinostová v basketbale za reprezentační družstvo Československa odehrála 21 zápasů v letech 1949 až 1957 a získala bronzovou medaili na Mistrovství Evropy 1950 v Budapešti, kde patřila s 38 body mezi nejlepší střelkyně národního týmu Československa. V československé basketbalové lize žen v týmu Sparty Praha v sedmi odehraných ligových sezónách získala 4 tituly mistra Československa, dvě druhá a jedno třetí místo.